# Елеуса Себасте
Елеуса Себасте (Elaiussa Sebaste, Elaeousa Sebaste на гръцки: Ελαιούσα Σεβαστή) е бил дневен римски град, част от областта Киликия, намиращ се на 55 km от днешния турски град Мерсин в западна посока към Силифке.
Градът е основан в късния еленистичен период, около II век пр.н.е. Частта, наречена Елеуса, е построена на хълмист полуостров и образуващото се до него естественото пристанище на Средиземно море и плородните земи наоколо са предпоставка за развитието му. Принос в разрастването на града има последният кападокийски цар Архелай, който се заселва да живее тук, и разширява града по посока на сушата под името Себасте. „Себасте“, което е гръцкият еквивалент на „август“, е име дадено от Архелай на новата част на града в чест на Октавиан Август, по време на когото управлява. Днес главният път D-400, който осигурява връзката между югоизточна и югозападна Турция по протежението на бреговата ивица на Средиземно море, разделя на две части древния град, като по-голямата част от Елеуса остава от южната част на пътя, останалата част и Елеуса и Себасте – от северната.
За града настъпва златен век на благоденствие с управлението на римския император Веспасиан, който прогонва през 74 г. пиратите от Киликия. Към края на III век обаче значението на града започва да отслабва, поради нападенията на сасанидския цар Шапур I през 260 г., а по-късно и на исаврите. Древни източници разказват как църквите и базиликите в града оцеляват през късноримския и ранновизантийския периоди. С процъфтяването на съседния град Корикос (днес Къзкалеси), Елеуса Себасте окончателно запада.
Полуостровът, на който са първите поселения (Елеуса), е обект на археологически разкопки от 1995 година, водени от италианската археоложка Еужения Екуини Шнайдер. Открити са останки от баня, цистерна за вода, отбранителна стена и вълнолом. Най-значимите останки са от северната страна на пътя: баня с павиран с мозайки под, малка базилика с апсида, малък амфитеатър, датиран към II век, агора.
С особено значение сред останките от Елеуса Себасте се откроява гробищният парк, разположен на хълм на север от града. Това е един от най-впечатляващите некрополи в цяла древна Киликия. Запазени са около сто гроба с различни форми и размери, като къщи, храмове, саркофази, гробове, издълбани в скалата под формата на ниши, около които днес е израснала лимонова горичка.
На двата входа на града са запазени и до днес акведуктите, с които е пренасяна вода от близката река Ламос, като западният акведукт е съхранен в особено добро състояние. На малко възвишение срещу акведукта лежи саркофаг с капак, наречен „Гробът на принцесата“, представляващ един от водещите образци на киликийската погребална традиция.